# Ludwig Bellinger
Ludwig Josef Bellinger (* 9. Dezember 1880 in Fulda; † 8. Juli 1959 ebenda) war ein deutscher Industrieller.

## Leben
Ludwig Bellinger war Sohn des Gründers der Fuldaer Stanz- und Emaillierwerke F. C. Bellinger Franz Carl Bellinger. Er besuchte die Oberrealschule und studierte anschließend Maschinenbau an den Technischen Hochschulen Darmstadt und Hannover. In Darmstadt wurde er Mitglied des Corps Rhenania. Nach Abschluss des Studiums wurde er Ingenieur bei der Nationalen Automobil-Gesellschaft in Berlin, für die er Filialleiter in Budapest wurde. Später trat er in Fulda als Mitinhaber und Betriebsingenieur in das von seinem Vater gegründete Unternehmen ein. Nach dessen Umwandlung in eine Aktiengesellschaft (Emaillierwerk AG) wurde er dort technischer Direktor und Vorstandsmitglied.
Bellinger war Vorsitzender des Arbeitgeberverbandes für Fulda und Umgebung e. V. Am Landesarbeitsgericht in Frankfurt am Main fungierte er als Landesarbeitsrichter.
Am Ersten Weltkrieg nahm er als Rittmeister der Reserve teil und wurde mit dem Eisernen Kreuz II. und I. Klasse sowie der Hessischen Tapferkeitsmedaille ausgezeichnet.
Bellinger war verheiratet mit Klara Hessberger, einziges Kind des Geheimen Oberfinanzrats Karl Hessberger und der Abgeordneten zum Preußischen Landtag Maria Hessberger, geborene Berta. Sie hatten zwei Töchter und drei Söhne.